# Mondo panico
Mondo panico è un singolo del gruppo musicale italiano Ex-Otago, pubblicato il 6 ottobre 2023 come secondo estratto dal settimo album in studio Auguri.

## Descrizione
Il brano ha visto la partecipazione del rapper Fabri Fibra.

## Video musicale
Il videoclip è stato pubblicato il 18 ottobre 2023 sul canale YouTube del gruppo.

## Tracce
Testi di Maurizio Carucci, Fabrizio Tarducci, musiche di Maurizio Carucci, Rachid Bouchabla, Olmo Martellacci, Simone Bertuccini.
1. Mondo panico – 3:09